# Josep Miarnau Navàs
Josep Miarnau Navàs   (Llardecans, 1872 - Barcelona, 1934) va ser un empresari català.

## Biografia
Fill de Tomàs Miarnau Montagut, que subministrava pedra a la Companyia dels Camins de Ferro del Nord d'Espanya, va entrar a treballar en aquesta companyia el 1887 i amb 19 anys va crear la societat «José Miarnau Navàs, contractista d'obres» que es va especialitzar en la construcció d'infraestructures ferroviàries.
Va establir l'oficina de la seva empresa a Barcelona, ciutat on va anar a viure. Va treballar en les infraestructures de les línies Tarragona-València i Tarragona-Reus-Lleida. Amb motiu de les obres, va conèixer a Vila-seca la que seria la seva dona Dolors Ciurana Solé (1872 - 1972) i va viure un temps en aquesta ciutat. Van tenir quatre filla: Dolors (1895 - 1978), Joan (1898 - 1985), Josep (1901 - 1982) i Tomàs (1905 - 1977).
L'any 1902 Josep Miarnau Navàs va instal·lar-se a Reus amb la seva família, i el 1910 van comprar una casa situada al raval de santa Anna, núm. 26. El 1908 havia fet construir el Mas del Miarnau i al costat del mas hi va instal·lar un taller, la base de la seva empresa. Els seus fills, Joan, Josep i Tomàs, van entrar a treballar amb ell.
Inicien la construcció de l'estació de la Sagrera, entre altres obres, i inicien les seves actuacions en la construcció de carreteres. El 1919, Josep Miarnau Navàs entra com a accionista del Banc de Reus, i el 1928 és un dels promotors de la societat «Urbanización de Salou S.A. (USSA)». En aquesta època obrirà diverses oficines a Barcelona, però segueix dirigint l'empresa des de Reus. Quan mor l'any 1934, els seus fills continuen l'empresa amb el nom de «Hijos de José Miarnau Navàs, S.A.», ja amb la seu a Barcelona. El 1964 passa a nomenar-se «Construcciones Miarnau Sociedad Anónima», i se centra en la mecanització dels treballs ferroviaris, incorporant maquinària especialitzada. Durant els anys 70 l'empresa comença a expandir-se per tot territori espanyol, amb seus a Madrid i València i el 1976 canvia el nom per l'acrònim «COMSA».